# Queen's-Est
Pour l’article homonyme, voir Queen's.
Queen's-Est fut une circonscription électorale fédérale de l'Île-du-Prince-Édouard. La circonscription fut représentée de 1896 à 1904.
La circonscription a été créée en 1892 à partir du Comté de King et du Comté de Queen. Abolie en 1903, la circonscription fut redistribuée parmi King's et Queen's

## Géographie
En 1892, la circonscription de Queen's-Est comprenait:
- Les lots 24, 33, 34, 35, 36, 37, 48, 49, 50, 57, 58, 60 et 62 dans l'est du Comté de Queens
- Les lots 61, 63 et 64 dans le Comté de Kings

## Députés
1. 1896-1900 — Alexander Martin, Conservateur
2. 1900-1904 — Donald Alexander MacKinnon, Libéral